# Botton
Botton – wieś w Anglii, w hrabstwie North Yorkshire, w dystrykcie (unitary authority) North Yorkshire. Leży 54 km na północ od miasta York i 329 km na północ od Londynu.